# Portinari (famiglia)

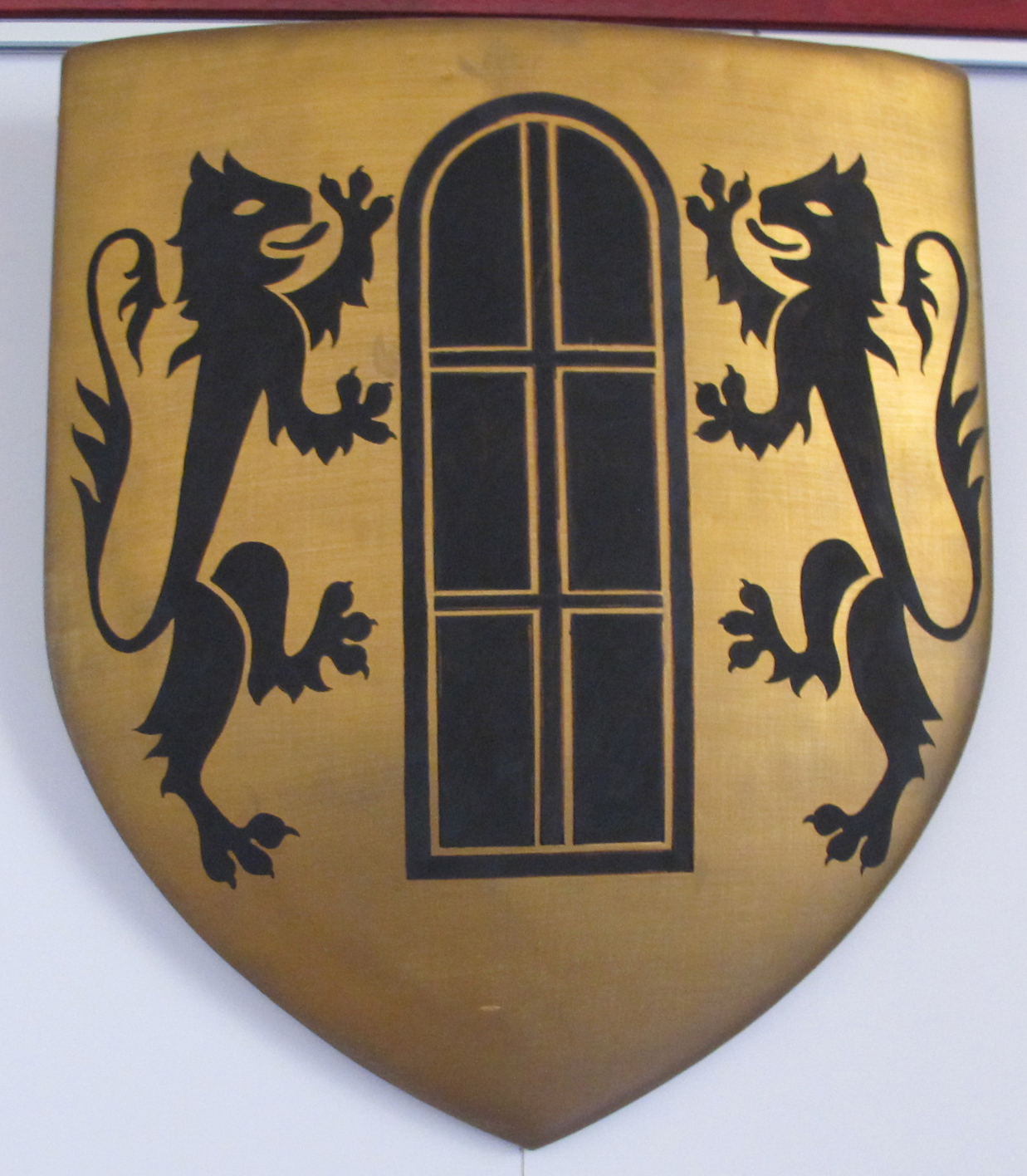
Stemma Portinari

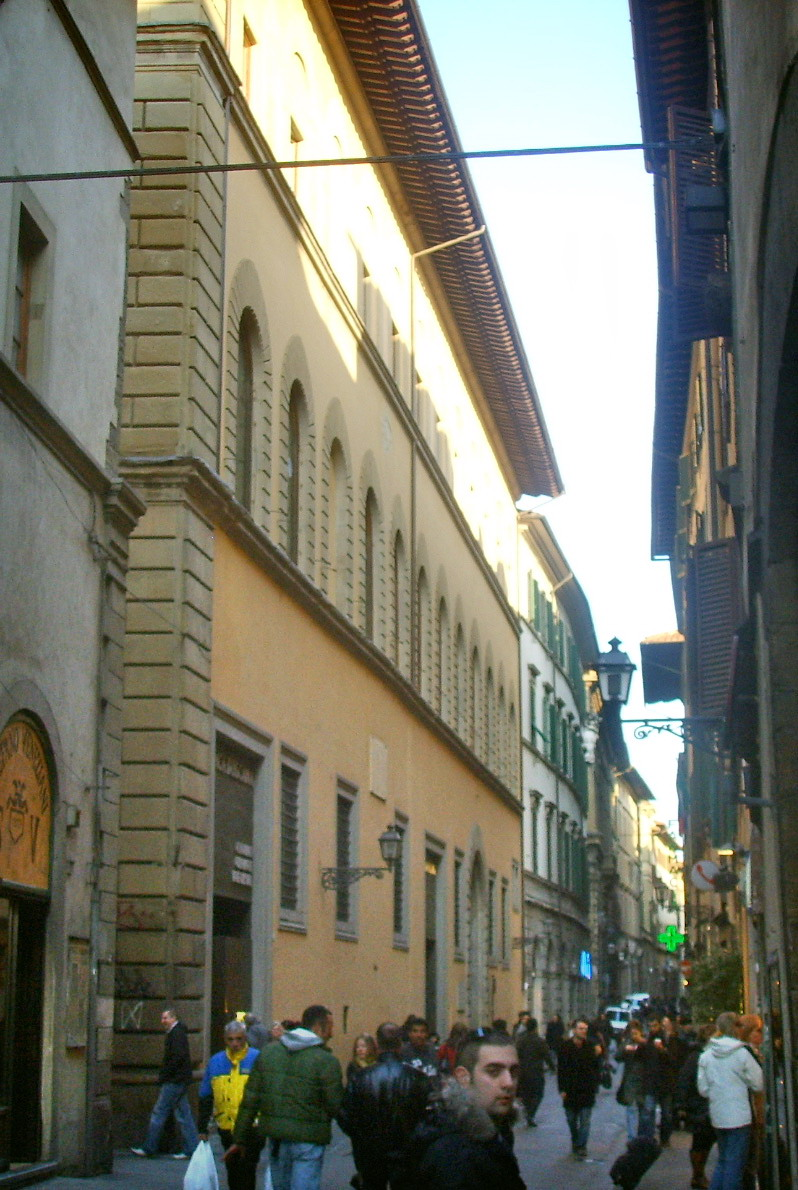
Palazzo Portinari-Salviati a Firenze

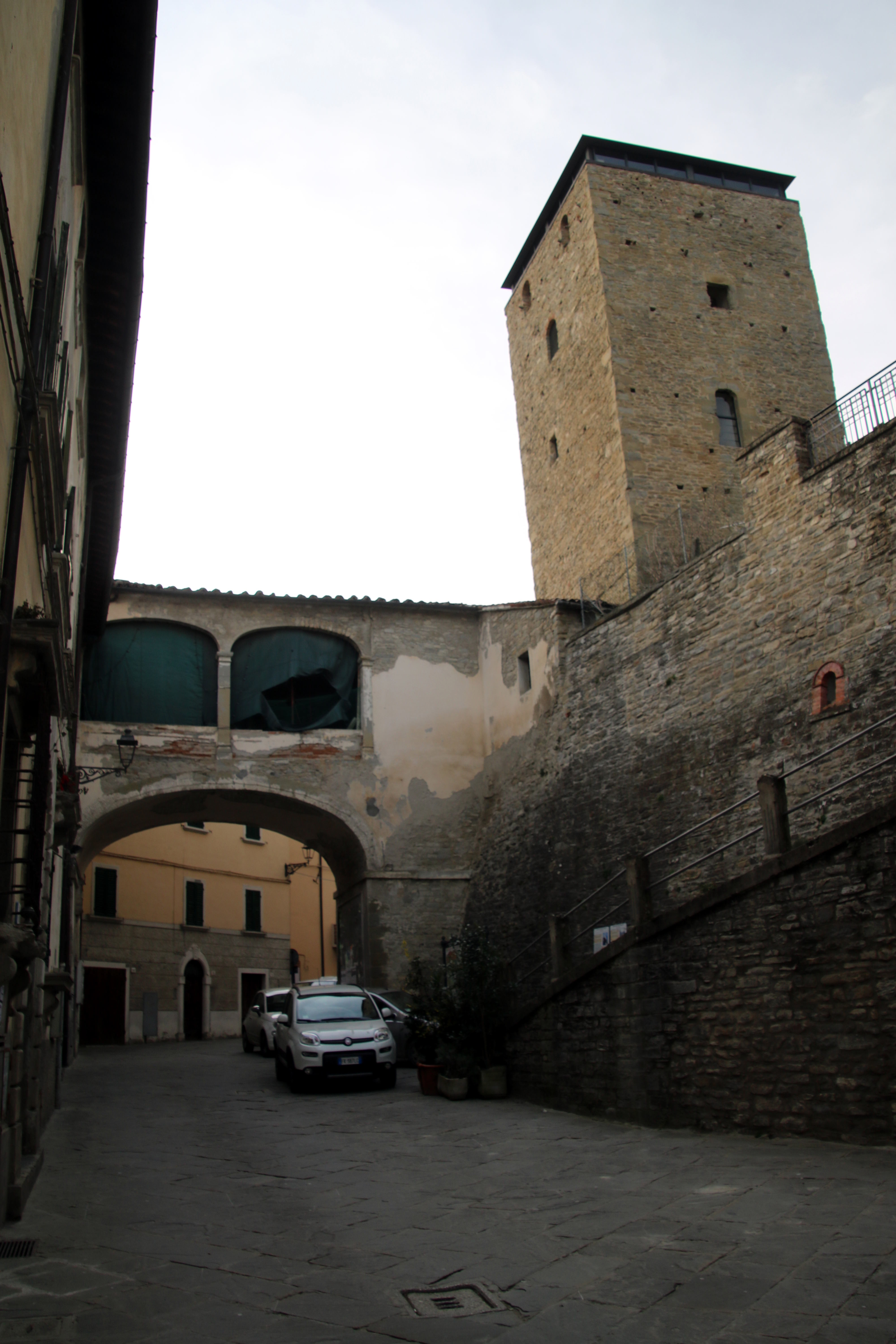
Torre Portinari a Portico di Romagna

I Portinari furono un'importante famiglia di Firenze, nota soprattutto nel XIII e XIV secolo.

## Storia familiare

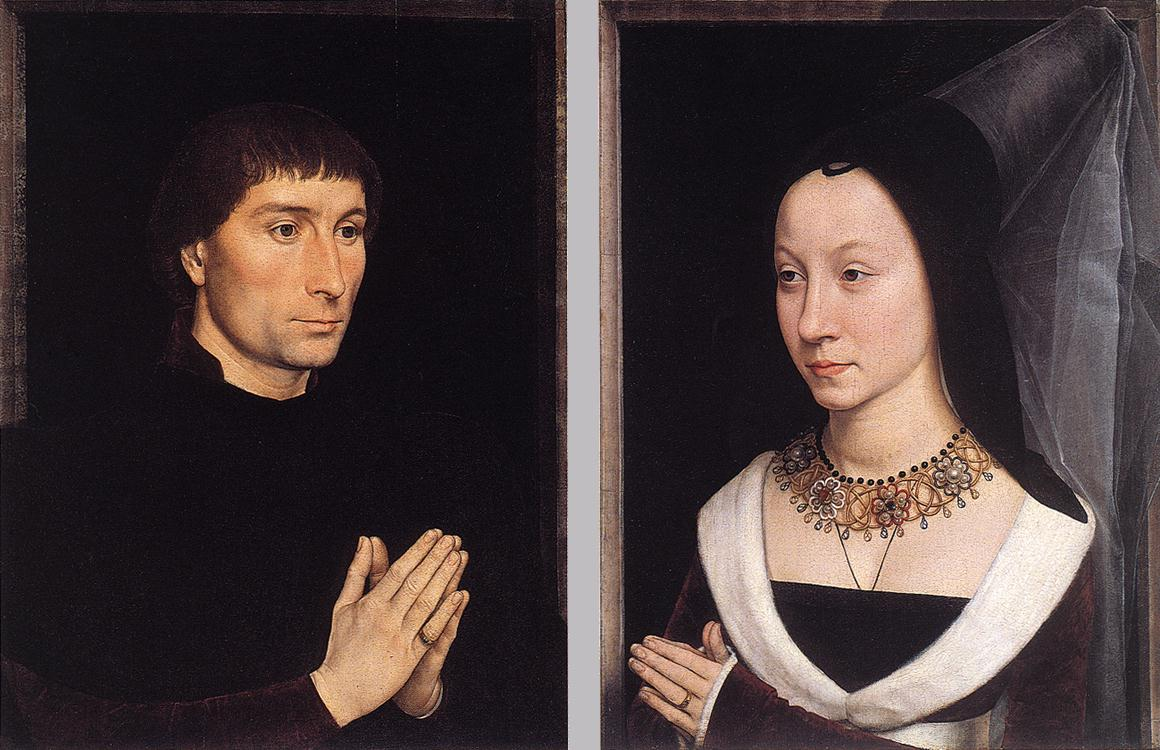
Ritratto di Tommaso Portinari e della moglie Maria Maddalena Baroncelli

Originari forse di Portico di Romagna, da cui il nome, furono mercanti ed ebbero un certo peso nelle vicende politiche dell'epoca; altra ipotesi sull'origine del nome è che si fossero stanziati a Firenze nei pressi della "porta di San Piero" lungo l'attuale Corso, da cui deriverebbe anche la presenza della porta nello stemma. Alla fine del XIII secolo Folco Portinari fu uno dei più ricchi cittadini di Firenze, famoso per le sue iniziative benefiche come la fondazione dell'ospedale di Santa Maria Nuova, tutt'oggi il principale ospedale del centro cittadino. Sua figlia Bice Portinari - che sposò il banchiere Simone de' Bardi, e morì giovanissima a soli 24 anni - è ormai identificata con la celebre Beatrice cantata da Dante Alighieri prima nella Vita Nuova e poi nella Divina Commedia.
Come ghibellini alcuni di loro vennero confinati dopo la battaglia di Benevento (1266), rifiutando l'amnistia del 1316. Altri rimasero in città e si legarono poi alla fazione dei Cerchi nelle contese fra i guelfi bianchi e neri, alla fine del XIII secolo. Nel XV secolo alcuni Portinari divennero uomini di fiducia di Cosimo de' Medici, come Giovanni d'Averardo Portinari, che dirigeva il Banco Mediceo di Venezia, o Bernardo che diresse la filiale di Bruges fin dalla sua fondazione nel 1434. Tommaso Portinari fu poi titolare della filiale fiamminga, arrivando a diventare banchiere di Carlo il Temerario e poi dell'imperatore Massimiliano I. Fu inoltre ambasciatore in Spagna per Firenze e fu lui a commissionare il famoso Trittico Portinari a Hugo van der Goes, inviato poi in madrepatria e diventato un punto di riferimento fondamentale nei contatti artistici tra scuola fiamminga e scuola italiana.
Pigello Portinari, titolare del Banco Medici a Milano, fece costruire la Cappella Portinari nella basilica di Sant'Eustorgio per contenere le reliquie di san Pietro Martire; la cappella è uno dei più importanti esempi della diffusione dell'architettura rinascimentale fuori Firenze.
Al tempo di Lorenzo il Magnifico un Folco Portinari si ritrovò coinvolto nel fallimento del banco di Bruges, e nonostante le colpe fossero in parte dovute alla gestione di Tommaso Portinari, dovette pagare l'accaduto con più di un anno di carcere. Suo figlio Pier Francesco Portinari fu un importante uomo politico che nel 1528 negoziò il mancato attacco di Firenze con il principe d'Orange e Clemente VII.
Un importante letterato fu un altro Pier Francesco, che fu allievo di Jacopo da Diacceto e frequentò l'Accademia neoplatonica degli Orti Oricellari. Si distinse come raccoglitore di opere letterarie prestigiose.

## Stemma
Lo stemma Portinari mostra una porta nera ("arme parlante", cioè che richiama il nome familiare), fra due leoni rampanti neri in campo d'oro.